# Podsletter
Podsletter é um tipo de publicação de distribuição regular via e-mail para assinantes muito semelhante ao serviço Newsletter. A diferença é que em um serviço Podsletter, os e-mails entregues possuem um link ou links e informações necessárias para que o usuário faça download de um arquivo .MP3 relacionado a um determinado Podcast. O princípio é o mesmo do serviço Newsletter, porém os e-mails possuem conteúdos diferentes. Um podsletter pode ser distribuído semanalmente ou diariamente, dependendo da frequência de publicação do podcast ao qual ele se relaciona. O termo foi criado em 2008 por Simon Ferreira, um podcaster brasileiro conhecido na internet como Simon Podcaster.

## Links de Referência
- Exemplo de site que oferece o serviço de entrega de Podsletter.